# Emmerdale
Emmerdale, conocido como Emmerdale Farm (en español: Granja Emmerdale) hasta 1989, es un exitoso drama británico, que se emitió por primera vez el 16 de octubre de 1972 por la cadena ITV. Inicialmente el programa estaba centrado en la familia Sugden, quienes vivían y eran propietarios de la granja Emmerdale Farm. Conforme pasó el tiempo la serie se trasladó a la aldea de Beckindale, por lo que los títulos cambiaron de Emmerdale Farm a Emmerdale. 
Emmerdale fue creada por Kevin Laffan, y ha contado con la participación de exitosos actores y actrices como Brendan Price, Angela Thorne, Anna Friel, Emily Symons, Pam St. Clement, Miranda Raison, Joanne Whalley, Linda Thorson, Max Wall, Paula Wilcox, entre otros.

## Historia
La finca Miffield era el mayor empleador en el pueblo de Beckindale, el dueño le dio el contrato de arrendamiento de Emmerdale Farm a la familia Sugden en la década de 1850 después de que Josh Sugden sacrificara su vida por la del hijo de Miffield durante la Guerra de Crimea.El nieto de Josh, Joseph Sugden se casó con Margaret Oldroyd-Sugden y tuvieron un hijo, Jacob Sugden, quien más tarde compraría la finca Emmerdale Farm para su familia. 
En 1945 Jacob se casó con Annie Pearson, la hija de Sam Pearson y tuvieron tres hijos, Jack, Joe y Peggy Sugden. Más tarde Margaret murió en 1963 y Joseph en 1964. Jacob comenzó a dirigir la finca sin embargo se aprovechó de todos los beneficios de esta y quedó en mal estado. La serie comienza el 16 de octubre de 1972 con el funeral de Jacob, quien en su testamento le dejó la granja a su hijo mayor, Jack Sugden, lo cual molestó a su familia ya que Jack no había estado presente desde 1964 después de alejarse de la familia cuando apenas tenía 18 años para irse a Londres. Jack regresa a la granja el mismo día del funeral de su padre, sin embargo lo ve desde lejos, sin embargo la familia se reencuentra con él cuando regresan del funeral y entran a su hogar Emmerdale Farm donde Jack los ha estado esperando. 
Los meses siguientes Jack le vende una parte de la granja a Annie, Joe, Peggy y a su abuelo Sam Pearson. Con el paso del tiempo a los Sugden se les han unido familias como los Dingle, los Tates, los Barton, los Sharma, los Wylde, los Macey y los King.

## Premios y nominaciones
La serie ha sido nominada a más de 260 premios y ha ganado casi 68, entre ellos los BAFTA, los National Television, los British Soap, los Royal Television Society, entre otros...

## Localizaciones
Las localizaciones principales fueron: 

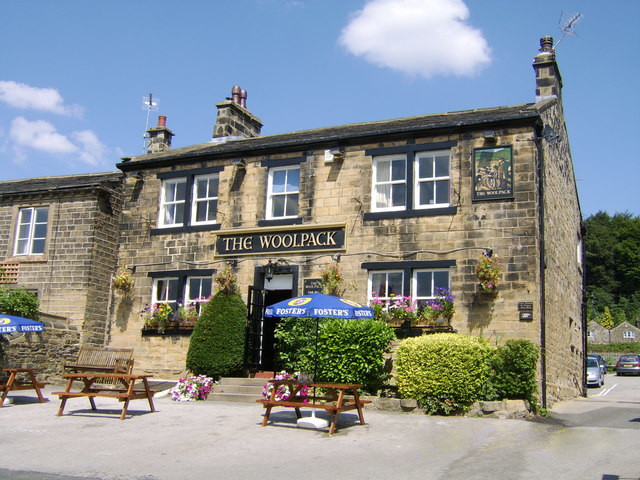
The Woolpack

- The Grange B&B - propiedad de Eric y Val Pollard.
- The Woolpack - es la casa pública, propiedad de Diane Sudgen y Chas Dingle.
- Emmerdale Haulage propiedad de Jimmy y Carl King
- Scarletts Hen & Stag Do Company - propiedad de Even Jenson y Scarlett Nicholls.
- Home Farm Estates - propiedad de Declan Macey.
- Dingles Automobiles - propiedad de Debbie y Cain Dingle.
- Leyla's Farm Shop - propiedad de Leyla Hardin.
- Post Office and Cafe - propiedad de Bob Hope, actualmente está cerrado debido a los daños que tuvo por el incendio.
- Veterinarian Surgery - propiedad de Paddy Kirk y Rhona Goskirk.
- Sharma & Sharma Sweet Factory - propiedad de Jai Sharma y Nikhil Sharma.

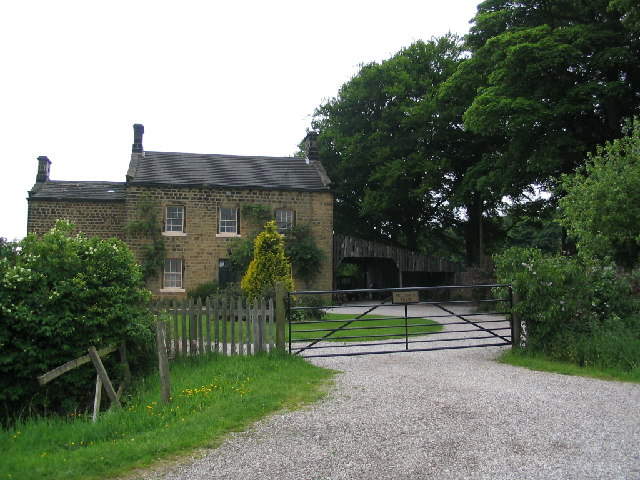
Emmerdale Farm

## Producción
| Número | Productor (a)     | Duración                            |
| ------ | ----------------- | ----------------------------------- |
| 1      | David Goddard     | Octubre de 1972-enero de 1973       |
| 2      | Peter Holmans     | Enero de 1973-julio de 1973         |
| 3      | Robert D. Cardona | Julio de 1973-octubre de 1976       |
| 4      | Michael Glynn     | Octubre de 1976-junio de 1979       |
| 5      | Anne Gibbons      | Junio de 1979-octubre de 1983       |
| 6      | Richard Handford  | Octubre de 1983-junio de 1986       |
| 7      | Michael Russell   | Junio de 1986-marzo de 1988         |
| 8      | Stuart Doughty    | Marzo de 1988-diciembre de 1991     |
| 9      | Morgan Bain       | Diciembre de 1991-diciembre de 1993 |
| 10     | Nicholas Prosser  | 1993-1994                           |
| 11     | Mervyn Watson     | 1994-1998                           |
| 12     | Kieran Roberts    | 1998-abril de 2001                  |
| 13     | Steve Frost       | Abril de 2001-diciembre de 2004     |
| 14     | Kathleen Beedles  | Enero de 2005-diciembre de 2007     |
| 15     | Anita Turner      | Enero de 2008-enero de 2009         |
| 16     | Gavin Blyth       | Enero de 2009-noviembre de 2010     |
| 17     | Stuart Blackburn  | Marzo de 2011-abril de 2013         |
| 18     | Kate Oakes        | Abril de 2013-mayo de 2016          |
| 19     | Ian MacLeod       | Mayo de 2016-agosto de 2018         |
| 20     | Kate Brooks       | Agosto de 2018-presente             |
| 21     | Jane Hudson       | Diciembre de 2018-presente          |
| 22     | Laura Shaw        | Diciembre de 2018-presente          |
| 23     | Sophie Roper      | Enero de 2021-septiembre de 2021    |